# Lost Wisdom pt. 2
《Lost Wisdom pt. 2》는 마운트 이리와 줄리 도이론의 컬래버레이션 정규 음반으로, 2019년 11월 8일에 P.W. 엘버럼 & 선, Ltd. 레코드를 통해 발매하였다. 마운트 이리의 이전 두 개의 음반이 그렇듯, 이리는 이번 음반에도 마운트 이리의 유일한 멤버 필 엘버럼의 첫 번째 아내 주느비에브 카스트리의 죽음과 함께 미셸 윌리엄스와의 이혼에 관한 이야기도 다루었다. 2008년에 둘이 함께 만든 정규 음반 《Lost Wisdom》의 시퀄 버전이다.

## 평가
《Lost Wisdom pt. 2》는 음악 평단으로부터 대부분 긍정적인 반응을 받았다. 주요 출판물 리뷰를 평균화시키는 리뷰 애그리게이터 웹사이트 메타크리틱에서는 12개의 리뷰를 통해 100점 만점 중 79점을 받으면서 "대부분 긍정적인" 반응을 보였으며, 10점 만점인 사이트 AnyDecentMusic?에서는 7.9점을 받았다.
| 전문가 평가          | 전문가 평가 |
| 총 점수              | 총 점수     |
| 출처                 | 점수        |
| -------------------- | ----------- |
| AnyDecentMusic?      | 7.9/10      |
| 메타크리틱           | 79/100      |
| 평가 점수            |             |
| 출처                 | 점수        |
| AllMusic             | [ 3 ]       |
| Consequence of Sound | B+          |
| Exclaim!             | 9/10        |
| The Guardian         | [ 6 ]       |
| NME                  | [ 7 ]       |
| Paste                | 8.2/10      |
| Pitchfork            | 7.4/10      |
| Rolling Stone        | [ 10 ]      |
| Spectrum Culture     | 4/5         |
| Tinymixtapes         | [ 12 ]      |

## 트랙 리스트
전체 작사·작곡: 필 엘버럼
| #            | 제목                              | 재생 시간 |
| ------------ | --------------------------------- | --------- |
| 1.           | 〈Belief〉                        | 7:23      |
| 2.           | 〈When I Walk Out of the Museum〉 | 2:53      |
| 3.           | 〈Enduring the Waves〉            | 2:50      |
| 4.           | 〈Love Without Possession〉       | 4:33      |
| 5.           | 〈Real Lost Wisdom〉              | 4:08      |
| 6.           | 〈Widows〉                        | 3:02      |
| 7.           | 〈Pink Light〉                    | 1:58      |
| 8.           | 〈Belief pt. 2〉                  | 4:43      |
| 총 재생 시간 | 총 재생 시간                      | 31:30     |

## 크레딧
- 필 엘버럼 - 작사 및 작곡, 보컬
- 줄리 도이론 - 보컬

프로듀싱
- 린산 제프 밀러 - 사진
- 니콜라스 윌범 - 디지털 마스터링
- 존 골든 - 비닐 마스터링
- 스토튼 프린팅 - 재킷
- 카스케이드 - 비닐 프레싱